# Sanok SW1
Sanok SW-1 – wąskotorowy tramwaj produkowany dla Krakowa i Lwowa przez Sanowag na terenie Galicji w latach 1900–1903.

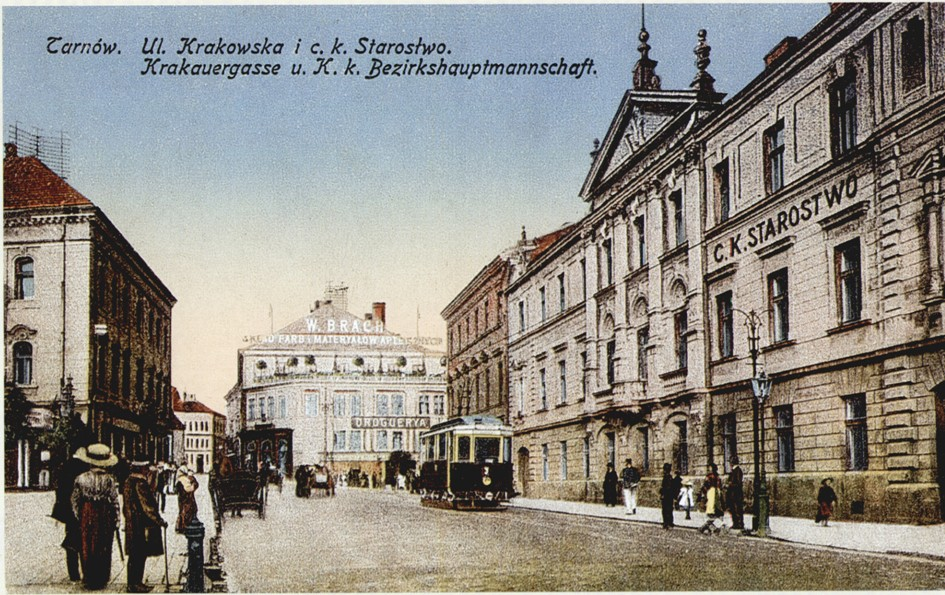
Sanok SW1 na ul. Krakowskiej w Tarnowie

## Historia
W 1900 władze austriackie postanowiły zelektryfikować sieć tramwajową w dwóch największych miastach Galicji tj. w Krakowie i we Lwowie. W tym celu w fabryce Sanowag stworzono serię małych tramwajów oznaczonych SW-1 (od Silnikowy Wąskotorowy-typ 1). Małe wagoniki przeznaczone były na tor wąski 900 mm. Trafiły do Krakowa, Lwowa, Tarnowa oraz do Kijowa. Największym odbiorcą był Lwów, gdzie w latach 1903–1908 zakupiono 90 wagonów motorowych i 20 doczepnych. Kiedy w Krakowie od 1913 zaczęto zamieniać tor wąski na tzw. normalny rozpoczęto kasację wagonów tego typu. Podczas II wojny światowej, w 1942 do Lwowa trafiło 8 wagonów ze zlikwidowanej przez okupanta hitlerowskiego trakcji tramwajowej w Tarnowie. Po wojnie 4 wagony w 1953 zostały przekazane do Bydgoszczy, zaś inne w tym samym roku do Elbląga, gdzie użytkowano je do lat 70. XX wieku. We Lwowie w użytkowanych wozach zamontowano na platformach przesuwane drzwi, użytkowano je tam do początku lat 70.

## Konstrukcja

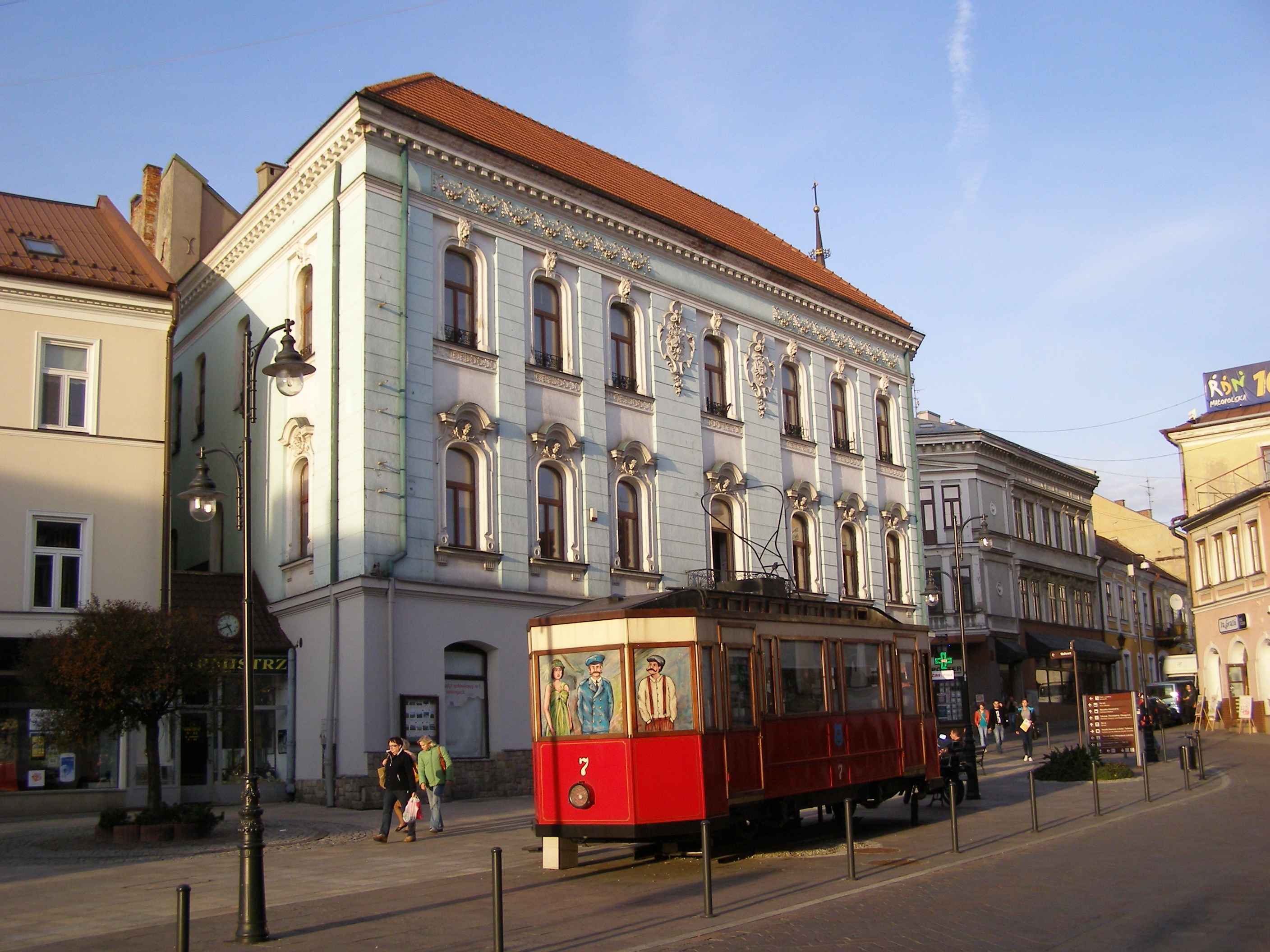
Replika tramwaju Sanok SW1 na Placu Jana III Sobieskiego w Tarnowie

Wagony Sanok SW1 były małymi wagonami, wytwarzano je w dwóch wersjach:
- wagony z krótkimi pomostami i 3 kanciastymi oknami;
- wagony z dłuższymi pomostami i 5 oknami czołowymi.

Napędzały je silniki AB67, które dysponowały zbyt małą mocą, aby wagony silnikowe zestawiać z przyczepami. Stało się to głównym powodem przebudowywania ich na doczepy, co miało miejsce w Bydgoszczy. Konstrukcję wykonano z drewna, a wzdłuż ścian znajdowały się ławki. Wagony posiadały dwa niewielkie świetliki, pomiędzy którymi umocowano pantograf. Zamiast drzwi zastosowano barierki.